# 羅森縣 (丘布特省)

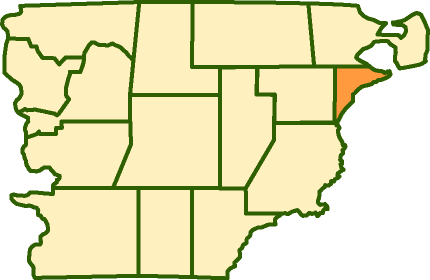

43°17′S 65°5′W / 43.283°S 65.083°W
羅森縣（西班牙語：Departamento Rawson），是阿根廷的縣份，位於該國中部丘布特省，首府設於羅森，始建於1906年2月25日，面積3,922平方公里，2010年人口131,148，人口密度每平方公里33.5人。